# Microbotryum vinosum
Microbotryum vinosum är en svampart som först beskrevs av Tul. & C. Tul., och fick sitt nu gällande namn av Denchev 1994. Microbotryum vinosum ingår i släktet Microbotryum och familjen Microbotryaceae.   Inga underarter finns listade i Catalogue of Life.